# NGC 6281
NGC 6281 är en öppen stjärnhop som ligger ungefär 3 grader öster om dubbelstjärnan h 4889 i stjrnbilden Skorpionen. Denna öppna hop med magnitud 5 kan lätt ses utan optiska hjälpmedel under gynnsamma förjållanden. Den är ungefär lika stor som NGC 6242 men innehållet färre stjärnor. Den är även värd att titta på i teleskop av vilken storlek som helst.